# Lonely Souls
Lonely Souls je debitantski studijski album glasbenice Malidah, izdan v samozaložbi 15. marca 2016. Izid albuma je zaznamoval začetek njene solistične glasbene kariere, saj je do tedaj ustvarjala le v okviru skupine Liamere z Andijem Koglotom. Album je aranžirala in producirala sama.

## Kritični odziv
Za Radio Študent je Jaša Bužinel napisal: »S prvencem je Malidah pod mikroskop neustrašno postavila svojo ranjeno dušo, njeni vsebini pa priskrbela primerno instrumentalno podlago, ki smiselno komplementira peripetije njene razburkane notranjosti.« Ob koncu leta je bil s strani spletne revije Beehype album izbran za 9. najboljši domači album leta.

### Priznanja
| objava  | uvrstitev | seznam       |
| ------- | --------- | ------------ |
| Beehype | 9.        | Best of 2016 |

## Seznam pesmi
Vse pesmi je napisala Malidah.
| Št.             | Naslov          | Dolžina |
| --------------- | --------------- | ------- |
| 1.              | „Gold‟          | 2:26    |
| 2.              | „Ian's‟         | 2:30    |
| 3.              | „Reflections‟   | 1:47    |
| 4.              | „Fiasco‟        | 3:13    |
| 5.              | „You Are‟       | 3:58    |
| 6.              | „Lies‟          | 3:18    |
| 7.              | „Messiah‟       | 3:02    |
| 8.              | „Lonely Souls‟  | 4:37    |
| 9.              | „Mirrors‟       | 4:03    |
| Skupna dolžina: | Skupna dolžina: | 28:54   |

## Zasedba
- Malidah — vokal, produkcija, aranžmaji, računalnik
- Žan Krajnc — kitara (8)
- Anej Kočevar — bas kitara (4, 5, 6, 7, 8, 9)